# 松本盆地東縁断層
松本盆地東縁断層（まつもとぼんちとうえんだんそう）は、松本盆地の東縁を南北ないし北北西-南南東に走る活断層群である。北側にある白馬盆地の神城断層と共に糸魚川静岡構造線断層系北部セグメントを構成する。南側には牛伏寺断層がある。

## 解説
北緯36度32分、東経137度51分付近を北端として長野県大町市から北緯36度13分、東経137度58分の松本市にかけての松本盆地の東側と犀川丘陵（犀川背斜）の境界付近を走る総延長約35-36kmで、40度から70度の東傾斜で左横ずれ成分を含む逆断層。
北部では高瀬川の左岸を通過し明科以南では犀川、奈良井川と併走する。派生断層や共益断層が併走交差するため断層線は直線的でなく湾曲し断続的で、扇状地堆積物で埋められ判別が出来ない箇所も多い。また、ほぼ断層線に沿って東側隆起の特徴的な断層崖が形成されている。なお、明科以南の南部区間は南側の牛伏寺断層と同一の活動区間とする研究がある。

## 評価
松本盆地東縁断層群の北部区間周辺は、深さ15kmまでの浅い微少地震活動が活発な地域である。
- 地震調査研究推進本部は、糸魚川静岡構造線断層帯の北部2として区分し以下の様に評価している[3]。
  - 上下成分 : 3m/1000年
  - 活動間隔 2000年
  - 最新活動時期 1000-1500年前（大町）
  - 北端 北緯36°32' 東経137°51' 付近
  - 東側隆起の逆断層、逆断層成分が卓越

過去の付近での活動
- 762年（美濃・飛騨・信濃）、841年（信濃）の活動が該当する可能性がある[4]。
- 1918年 大町地震。但し、起震断層は特定されていない[5]。